# 宮澤俊義
宮澤 俊義（みやざわ としよし、1899年〈明治32年〉3月6日 - 1976年〈昭和51年〉9月4日）は、日本の法学者。専攻は憲法。東京大学名誉教授。立教大学法学部元教授。貴族院議員。日本野球機構（プロ野球）コミッショナー。日本国憲法の制定に寄与し、憲法学の権威と謳われた。美濃部達吉門下。弟子に佐藤功、高柳信一、小嶋和司、芦部信喜、深瀬忠一など。

## 来歴・人物
1899年（明治32年）3月6日、長野県長野市に生まれる。旧制長野中学、東京府立四中、第一高等学校を卒業。
1923年、東京帝国大学法学部卒業後、美濃部達吉の助手（弟子）となり、1925年、同大学法学部助教授となる。1930年から1932年にかけて、フランス、ドイツ、アメリカへ留学。帰国後の1934年、東京帝国大学法学部教授（憲法学第一講座）となり、美濃部達吉の後継者として憲法講座を担当した。
旧憲法下においては、批判的合理主義の立場から、独裁制やファシズムのイデオロギーを批判的に分析する論文が多く、第二次世界大戦後は、日本国憲法の制定時に学術面から寄与し、後の憲法学界に多大な影響を残した。司法試験などの受験界では「宮澤説」として知られる「八月革命説」は通説とされ、弟子の芦部信喜以下東大の教授陣に引き継がれた。
1946年、貴族院議員としても、日本国憲法制定の審議に参加した（議員勅選、6月8日。無所属倶楽部所属。1947年5月2日退任）。
1949年10月5日、日本学士院会員となる。同年11月、文化庁による第1期国語審議会の副会長に就任。
1956年6月11日、岸信介ら60人の議員立法による憲法調査会法が公布・施行された。1957年2月25日、岸は内閣総理大臣に就任。同年8月13日、岸内閣は自主憲法制定ないしは憲法改正を目指し、憲法調査会法にもとづく「憲法調査会」を設置した。政府は宮澤、我妻栄、清宮四郎に憲法調査会への参加を求めたが、3人はいずれもこれを断った。政府の動きに対抗すべく、1958年6月8日、大内兵衛、宮澤俊義、我妻栄、清宮四郎、茅誠司、恒藤恭、矢内原忠雄、湯川秀樹ら8人が発起人となり「憲法問題研究会」が結成され、50人あまりの知識人が同研究会に集まった。
1959年に東京大学を定年退官し、東京大学名誉教授。末延三次らと共に、立教大学法学部の創設に尽力。同年、立教大学法学部教授・初代法学部長に就任（担当は憲法第1部・第2部、フランス公法）。
1965年、立教大学教授職と兼務し、日本野球機構（プロ野球）コミッショナーに就任。
1969年、立教大学法学部教授を定年で退任する。（その後1年間は特別講師として憲法の講義担当した。）同1969年には、勲一等瑞宝章受章、文化功労者にも選出された。
趣味も広く、エッセイストとしても有名である。長男の宮澤彬は日本銀行監事を務めた。
没後、宮澤の蔵書は「宮澤俊義文庫」として立教大学に寄贈され、約9,000冊の旧蔵書は複本として学生たちにも利用され、図書と共に保管されてきた日本国憲法起草に関する原稿・草案・メモ・ノートなどは、学外も含めた研究者に利用されている。憲法制定にいたる経緯が分かる貴重な資料となっている。
晩年、カトリック教会に入信する。洗礼名は、使徒ヨハネ。

## 学説
学説は時宜に伴い変化した。
戦前、大日本帝国憲法の講義の際、「憲法第一条から第三条まで、これは神話です。法学の対象になりません。省きます」として進歩的立場を示していた。
1935年に天皇機関説事件が発生して師の美濃部が激しく攻撃された時には、東大で憲法学を教えていた宮澤も激しい批判の対象とされた。蓑田胸喜によれば、「美濃部達吉氏に対してと共に厳粛に司法行政的処置がなさるべきである」「国体国憲に対する無学無信の反逆思想家が帝大憲法教授たることは学術的にも法律的にも断じて許さるべきではない」とされた。
宮澤の師である美濃部達吉が「天皇機関説事件」で迫害されていた時期、宮澤は沈黙していたとも指摘されている。
国体明徴声明で天皇機関説が公式に否定されて以降は、これに積極的に異議申し立てをすることはなかった。戦時下の東大法学部の阿諛追従ぶりを批判した小田村寅二郎によれば、1937年度の法学部講義では天皇の統治権についての説明を行わずにこの問題を回避していた。
大政翼賛会については、『改造』1941年1月号掲載の論文「体制翼賛運動の法理的性格」において、万民翼賛は帝国憲法のみならず、肇国以来の憲法の大原則である、として積極的に擁護し、議会制民主主義を時局にそぐわず不十分である、と論じた。
江崎はこの当時の宮澤の言動を大日本帝国憲法の理念を歪め戦時体制への移行を名目に議会制民主主義を否定したとものとの指摘をしている。
1941年12月8日の日米開戦には「最近日本でこの日くらい全国民を緊張させ、感激させ、そしてまた歓喜させた日はなかろう」「アングロ・サクソン人のかういう虫のいい考えが根本的に間違つていることをぜひ今度は彼らに知らせてやる必要がある」「願はくはこのたびの大東亜戦争をしてアジヤの輝しき第一ページたらしめよ」と述べている。
終戦直後は、天皇機関説事件の以前と同様に帝国憲法の立憲主義的要素を擁護し、美濃部と同じく改正不要の立場を表明していた。しかし、宮澤によって書かれた松本草案（乙案）に近い内容の「試案」が、自身の弟が記者をしている毎日新聞からスクープされると2月1日の閣議で問題とされ、松本国務相は某（宮澤のことを指す）の弟が同新聞記者なるため善意か悪意か判らぬが抜かれたのであろうと説明がなされる有様で、しかも公職追放の嵐が官僚だけでなく更に学会も及ぶ時勢もあって、帝国憲法擁護のままでは追放の危険が迫るや、思想的立場を転向させ、1946年3月までには、GHQ案を原案とした憲法に対し憲法改正は平和国家の建設を目指すものだ、との主張に転じた。その後、1946年5月には大日本帝国憲法から日本国憲法への移行を法的に解釈した八月革命説を提唱する。八月革命説とは、大日本帝国憲法から日本国憲法への移行を、1945年8月におけるポツダム宣言の受諾により、主権原理が天皇主権から国民主権へと革命的に変動したとすることにより、説明する議論である。この主権原理の変動により、大日本帝国憲法の内容も大きく変容し、国民主権原理と両立し得ない部分は、その効力を失った。こうした変容を被った大日本帝国憲法は、日本国憲法と法的に連続している。つまり、変容後の大日本帝国憲法の改正として、日本国憲法の成立は説明できるとするものである。
1946年には貴族院帝国憲法改正案特別委員会の委員となったが、席上「憲法全体が自発的にできているものではない。重大なことを失った後でここで頑張ったところで、そう得るところはなく、多少とも自主性をもってやったという自己欺瞞にすぎない」と発言しているが、日本国憲法制定後は、熱心な護憲学者として活躍した。
その他では、法哲学者である尾高朝雄との尾高・宮沢論争（国体論争）も有名で、その他公共の福祉の解釈における一元的内在制約説の主張など、後の憲法学界に多大な影響を残した。
帝国憲法下における帝国議会を国民の代表として位置づける美濃部の議論に対して、帝国議会の議員は有権者から命令委任を受けておらず、したがって、真の意味において帝国議会は国民の代表とは言えないとする批判を展開した。この議論は、国会および国会議員を国民の代表とする日本国憲法43条のいう「代表」とは、法的意味ではなく、政治的意味の代表にとどまるとする現在の通説に引き継がれている。
公共の福祉に関する一元的内在制約説とは、憲法の保障する基本権を制約する根拠となるのは、他の人々の基本権でしかあり得ないとの前提から、こうした基本権相互の矛盾・抵触を調整する実質的公平の原理が公共の福祉であるとするものである。ただ、この議論は、基本権の制約根拠は他の基本権以外にも容易に想定できるのではないかとの批判や、他者の基本権を侵害しえないことは、各基本権の保護範囲の存在によってより説得的に説明し得るのではないかとの批判を被っている。
天皇の立場については、1947年の時点では「日本国憲法の下の天皇も『君主』だと説く事が、むしろ通常の言葉の使い方に適合するだろうとおもう」と述べた。しかし、1955年には「君主の地位をもっていない」と君主制を否定した。さらに1967年の『憲法講話』（岩波新書）では、天皇はただの「公務員」などと述べ、死去前年の1976年の『全訂日本国憲法』（日本評論社）では、「なんらの実質的な権力をもたず、ただ内閣の指示にしたがって機械的に『めくら判』をおすだけのロボット的存在」と解説し、その翌年死去した。変説の理由について西修は「東京帝大教授で憲法の権威であった宮澤にはGHQから相当の圧力があったであろう」という説を紹介している。

## 親族
- 鈴木穆 - 妻の父[24]。朝鮮総督府度支部長官・朝鮮銀行副総裁。

## 評価
憲政史家の倉山満は、占領軍と共犯で日本国憲法の正当化を理論づけたと批判している。
江崎道朗は、天皇機関説論争以降の宮澤の変節ぶりを批判し、宮澤が大政翼賛会に関与しながら公職追放されなかったのは、新憲法制定の過程でGHQに積極的に協力したためではないか、と推測している。
古関彰一によれば、1946年に宮澤が当初の自説から大日本帝国憲法の根本的な改正の立場に転じたのは、マッカーサー草案の予想外の内容を知った宮澤が当時東京帝国大学の総長であった南原繁にそれを知らせ、南原が東京帝国大学という組織として、GHQの方針に素早く適応して、組織の政治的立場を確保する行動をとったことに伴うものだったとされる。第二次世界大戦中の日本では、宮澤のみならず、鈴木安蔵や杉森孝次郎、堀真琴なども大東亜共栄圏を礼賛しており、当時は社会科学者のみならず文学者も哲学者も体制に順応するしか生きる方法がなかったと、古関は指摘している。一転し第二次世界大戦後の占領下の日本では学界のみならず映画や芸能関係者に至るまで、GHQに取り入ることが日常茶飯事であった。

## 社会活動
1964年12月1日に第三次選挙制度審議会委員として、(1)小選挙区制は政党支持を分極化する。また野党が反対して実現が難しい。小選挙区制に比例代表制を加味する方式は複雑であり、国民にとって違和感が強い。(2)中選挙区制によって生ずる同士討ちなど個人本位の選挙の弊害是正のため制限連記制に改める。(3)これにより個人本位の選挙の弊害、派閥の対立がなくなり政局の安定に役立つ。有権者に与える違和感はなくなる。として中選挙区・二名連記を提案した。
1965年から1971年まで、日本野球機構の第4代コミッショナー（コミッショナー委員会の委員長）を務めていた。コミッショナー在籍時にはドラフト制度の導入を行った。また黒い霧事件の収拾にも奔走。
1970年3月18日には衆議院法務委員会に参考人として呼ばれ、事件に関する質問の矢面に立った。

## 著作

### 体系書・概説書
- 『衆議院議員選挙法』（日本評論社、1929年）
- 『選擧法要理』（一元社、1930年）
- 『憲法講義案』（自費出版、1936年）
  - 第1分冊 NDLJP:1266884
- 『行政法総論講義案』（自費出版、1936年）
- 『行政争訟法』（日本評論社、1939年）
- 『皇室法』（日本評論社、1939年）
- 『聯邦制度槪説』（有斐閣、1939年）
- 『憲法略説』（岩波書店、1942年）
- 『憲法大意』（有斐閣、1949年）
- 『憲法入門』（勁草書房、1951年）
- 『憲法 改訂5版』（有斐閣、1973年、初版1949年）
- 『憲法II 新版』（法律学全集4巻）（有斐閣、1971年、初版1959年）
- 『コンメンタール全訂日本国憲法』（芦部信喜補訂、日本評論社、1978年）

### 論文集
- 『モンテスキュー 法の精神』（岩波書店、1937年）
- 『固有事務と委任事務の理論』（有斐閣、1943年）
- 『民主制の本質的性格』（勁草書房、1948年）
- 『公法の原理』（有斐閣、1967年）
- 『憲法の原理』（岩波書店、1967年）
- 『憲法の思想』（岩波書店、1967年）
- 『憲法と裁判』（有斐閣、1967年）
- 『法律学における学説』（有斐閣、1968年）
- 『憲法と政治制度』（岩波書店、1968年）
- 『日本憲政史の研究』（岩波書店、1968年）
- 『天皇機関説事件（上・下）』（有斐閣、1970年）
- 『憲法論集』（有斐閣、1978年）

### 一般書
- 『転回期の政治』（中央公論社、1936年）
  - 新訂版：岩波文庫、2017年。解説・高見勝利
- 『銀杏の並木 : 隨筆集』（相模書房、1937年）
- 『東と西』（春秋社松柏館、1943年）
- 『あたらしい憲法のはなし』（朝日新聞社、1947年）
  - 『あたらしい憲法のはなし　付載七篇』（三陸書房〈叢書：風にそよぐ葦〉、2016年）
- 『日本に於ける民主主義』（日本青年館、1947年）
- 『銀杏の窓』（廣文館、1948年）
- 『新憲法と國會』（國立書院、1948年）
- 『右往左往』（勁草書房、1951年）
- 『國民主權と天皇制』（勁草書房、1957年）
- 『憲法講話』（岩波新書 青版、1967年）。度々復刊
- 『宮沢俊義随筆集』（学生社、1977年）

### 共著
- （田中二郎）『立憲主義と三民主義・五権の原理』（中央大学出版会、1937年)
- （国分一太郎）『わたくしたちの憲法』（有斐閣、1955年。同年、毎日出版文化賞。1987年、有斐閣新書、ISBN 4641090777）

### 編著
- 『公法學の諸問題　美濃部教授還暦記念論集』（有斐閣、1934年）
- 伊藤博文代表『憲法義解』（岩波文庫、1940年、改版2019年）
- 『法律思想家評傳』（日本評論社、1950年）
- 『憲法改正』（有斐閣、1956年）
- 『世界憲法集』（岩波文庫、1960年）
- （高木八尺、末延三次共編）『人権宣言集』（岩波文庫、1975年）

### 訳書
- B.ミルキヌーゲツェヴィチ(小田滋共役)『國際憲法 : 憲法の国際化』（岩波書店,1952年)